# Каймаша
Каймаша (баш. Ҡаймаша) — деревня в Янаульском районе Республики Башкортостан Российской Федерации. Входит в состав Иткинеевского сельсовета.

## География

### Географическое положение
Находится на речке Каймашинка, граничит с селом Каймашабаш. Расстояние до:
- районного центра (Янаул): 17 км,
- центра сельсовета (Иткинеево): 5 км,
- ближайшей ж/д станции (Янаул): 17 км.

## История
Деревня основана по договору 1787 года о припуске дворцовыми русскими крестьянами на вотчинных землях башкир деревни Иткинеево Уранской волости Бирского уезда. В 1795 году в ней проживало 80 человек. В 1810 году здесь поселилась новая группа крестьян.
В 1870 году в деревне 3-го стана Бирского уезда Уфимской губернии в 64 дворах — 358 человек (163 мужчины, 195 женщин), все русские. Имелись часовня, два маслобойных завода, 3 водяные мельницы, проводились базары по средам. Жители занимались сельским хозяйством и пчеловодством.
В 1896 году в деревне Черауловской волости VII стана Бирского уезда в 115 дворах — 728 жителей (361 мужчина и 367 женщин). Имелись часовня, хлебозапасный магазин, 4 мельницы, торговая и винная лавки.
По данным переписи 1897 года в деревне проживало 720 жителей (350 мужчин и 370 женщин), все православные.
В 1906 году — 713 человек, церковь (построенная в 1893 году), земский фельдшерский пункт, 2 кузницы, винная и три бакалейные лавки, хлебозапасный магазин.
В 1920 году по официальным данным в селе той же волости было 689 жителей (328 мужчин, 361 женщина), по данным подворного подсчета — 673 русских в 140 хозяйствах.
В 1926 году село принадлежало Янауловской волости Бирского кантона Башкирской АССР.
В 1939 году население деревни составляло 398 жителей, в 1959 году — 184.
В 1982 году население — около 190 человек.
В 1989 году — 209 человек (105 мужчин, 104 женщины).
В 2002 году — 222 человека (111 мужчин, 111 женщин), удмурты (97 %).
В 2010 году — 224 человека (107 мужчин, 117 женщин).

## Население
| 2002 | 2009 | 2010 |
| ---- | ---- | ---- |
| 222  | ↗250 | ↘224 |